# Анатомия страсти (сезон 16)
Шестнадцатый сезон американской телевизионной медицинской драмы «Анатомия страсти» был заказан 10 мая 2019 года Американской телерадиокомпанией (ABC). Премьера сезона состоялась 26 сентября 2019 года. Продюсером сезона является ABC Studios совместно с продюсерской компанией Shondaland и Entertainment One Television; шоураннером является Криста Вернофф.
Основные сюжетные линии сезона касаются Мередит Грей (Эллен Помпео), которой грозит судебное разбирательство и лишение медицинской лицензии, и работе Ричарда Уэббера (Джеймс Пикенс-младший) и Алекса Карева (Джастин Чэмберс) в «ПакНорт».  
Это последний сезон с участием доктора Алекса Карева, которого сыграл  Джастин Чэмберс.
В одном из эпизодов в роли сестёр снялись Холли Мэри Комбс и Алиса Милано.

## Актёры и персонажи
- Эллен Помпео — Мередит Грей
- Джастин Чэмберс — Алекс Карев
- Чандра Уилсон — Миранда Бейли
- Джеймс Пикенс-младший — Ричард Уэббер
- Кевин Маккидд — Оуэн Хант
- Джесси Уильямс — Джексон Эйвери
- Катерина Скорсоне — Амелия Шепард
- Камилла Ладдингтон — Джо Уилсон
- Келли Маккрири — Маргарет Пирс
- Джакомо Джианниотти — Эндрю ДеЛюка
- Ким Рейвер — Тедди Альтман
- Грег Джерманн — Том Корасик
- Крис Кармак — Аттикус Линкольн
- Дебби Аллен — Кэтрин Эйвери (Фокс)
- Джейк Борелли — Леви Шмитт
- Алекс Лэнди — Нико Ким
- Стефания Спампинато — Карина ДеЛюка
- Ричард Флуд — Кормак Хейз

## Эпизоды
| № общий | № в сезоне | Название                                                        | Режиссёр            | Автор сценария                | Дата премьеры    | Зрители в США (млн) |
| --- | ---------- | --------------------------------------------------------------- | ------------------- | ----------------------------- | ---------------- | ------------------- |
| 343 | 1          | «Nothing to Cling To» «Не за что цепляться»                     | Дебби Аллен         | Криста Вернофф                | 26 сентября 2019 | 6.51                |
| Мередит приговорена к общественным работам, и её ждёт слушание по поводу медицинской лицензии. Ричард пробует работать семейным врачом и ходит на вызовы домой к пациентам. Корасик стал главой больниц фонда, что очень злит Миранду. Ей приходится взять на работу ДеЛюку, так как врачей не хватает. Джо проходит теранию, пока доктор Уэббер пытается уговорить Алекса возглавить больницу «ПакНорт». Тедди с Оуэном стали парой. Джексон спас альпинистов на дороге, но Мегги не может простить ему, что он бросил её одну в тумане. И Джексон сближается с пожарной Вик. |            |                                                                 |                     |                               |                  |                     |
| 344 | 2          | «Back in the Saddle» «Вновь на коне»                            | Кевин МакКидд       | Мэг Мэринис                   | 3 октября 2019   | 6.08                |
| Мередит ведёт приём во время исправительных работ и отправляет пациентов к Уэбберу и Кареву. Но в больнице «ПакНорт» недостаточное обеспечение и неквалифицированный персонал. Амелия узнаёт, что беременна, и рассказывает об этом Линку. Они решают оставить ребёнка. Хант и Корасик продолжают враждовать. Оуэн случайно ранит Корасика между ног. Джо возвращается к работе. Так как врачей не хватает, Миранда даёт ей больше свободы в программе и в итоге делает общим хирургом. |            |                                                                 |                     |                               |                  |                     |
| 345 | 3          | «Reunited» «Воссоединение»                                      | Майкл Медико        | Энди Ризер                    | 10 октября 2019  | 6.09                |
| В «Грей-Слоан» на плановую операцию возвращается пациентка Мередит, которая категорически не хочет, чтобы операцию проводит кто-то другой. Кадри высказывает своё мнение о ситуации, за что Бейли её увольняет. Уэббер встречает в «ПакНорт» свою давнюю знакомую по программе АА Джемму. У них с Каревом пациентка, которую нужно отключить от жизнеобеспечения, но её сёстры постоянно ссорятся и не могут принять общее решение. Джексон идёт в поход с Вик, где она его удивляет. А Мегги всё ещё чувствует обиду после расставания. Тедди никак не может привыкнуть к роли матери, Оуэн уговаривает её вернуться на работу, в то время как его самого третирует Корасик постановлением о запрете. Шмитт совершает ошибку во время операции. Амелия и Линк рассказывают некоторым о малыше. Они сталкиваются с дезориентированной пациенткой из Кореи, которая приехала, чтобы что-то найти. |            |                                                                 |                     |                               |                  |                     |
| 346 | 4          | «It's Raining Men» «Человек дождя»                              | Майкл Уоткинс       | Марк Дрисколл                 | 17 октября 2019  | 5.75                |
| Мередит отправила несколько своих идей для статьи в интернет-портал, но они опубликовали всё без её согласия и пояснений. Публикация вызвала большой резонанс. Теперь пациенты не хотят лечиться в «Грей-Слоан» и уволился старший ординатор, на его место назначен ДеЛюка. Корасик пытается спасти ситуацию и готовит с Джексоном бесплатную операцию по спасению девочки с деформацией черепа, освещая это на телевидении. Хант прерывает декретный отпуск, чтобы работать в «ПакНорт». Бейли очень переживает из-за статьи — ей кажется, что у неё снова сердечный приступ, но дело оказывается совсем в другом. |            |                                                                 |                     |                               |                  |                     |
| 347 | 5          | «Breathe Again» «Снова дышать»                                  | Чандра Уилсон       | Элизабет Р. Финч              | 24 октября 2019  | 6.10                |
| Золе требуется ревизия шунта, из-за этого Мередит пропускает заседание суда. Адвокат сообщает, что судья отправляет Грей в тюрьму на весь срок исправительных работ. В больницу привозят психотерапевта Джо после попытки самоубийства. У Джо начинается приступ паники, и Бейли рассказывает ей о беременности, чтобы отвлечь. Ричард говорит с Джеммой о Кэтрин. Женщина целует его считает, что между ними что-то есть, но Ричард отстраняется от неё. |            |                                                                 |                     |                               |                  |                     |
| 348 | 6          | «Whistlin' Past the Graveyard» «Насвистывая мимо кладбища»      | Пит Чатмон          | Джули Вонг                    | 31 октября 2019  | 5.66                |
| К Алексу приходят инвесторы как раз в тот момент, когда на строительстве нового крыла находят массовое захоронение. Линк отводит Амелию на обед со своими родителями. У обоих пар новости друг для друга. Мередит выходит из тюрьмы и оплачивает залог за свою сокамерницу. Бейли пытается справиться с гормонами, Амелия даёт ей несколько советов, но Корасик доводит Миранду до слёз, рассказывая о смерти своего сына. |            |                                                                 |                     |                               |                  |                     |
| 349 | 7          | «Papa Don't Preach» «Папа, не учи»                              | Дэниэл Уиллис       | Джалиса Конвэй                | 7 ноября 2019    | 6.16                |
| Мегги знакомится с братом Ричарда и своей сестрой Сэби. У неё обширная опухоль, которую сложно вылечить. Мегги проводит операцию, но девушка умирает. Амелия рассказывает Оуэну о своей беременности, в то время, как он работает с пациенткой, которая пыталась избавиться от ребёнка. Кэтрин видит, как Ричард разговаривает с Джеммой, и подозревает, что между ними что-то есть. |            |                                                                 |                     |                               |                  |                     |
| 350 | 8          | «My Shot» «Мой выстрел»                                         | Дебби Аллен         | Мэг Меринис                   | 14 ноября 2019   | 6.34                |
| Началось слушание по делу Мередит. Выясняется, что это Шмитт рассказал, что у Грей на операции другая пациентка. А Ричард использовал свои связи, чтобы Мер взяли в программу. Председатель комиссии на слушании Пол Кастелло — врач, который оперировал Дерека и ответственен за его смерть. После того, как Грей высказывается в его адрес, у Пола случается приступ. Но заседание продолжается — Карев пригласил пациентов Мередит выступить в её защиту, в конце концов лицензию возвращают. Бейли приглашает Мередит обратно на работу после разговора с Уэббером. Джексон пытается помочь Мегги прийти в себя после смерти Сэби. ДеЛюка и Грей решают расстаться. |            |                                                                 |                     |                               |                  |                     |
| 351 | 9          | «Let's All Go to the Bar» «Давайте все пойдём в бар»            | Кевин МакКидд       | Кайли Донован                 | 21 ноября 2019   | 6.40                |
| Мередит возвращается к работе. У неё не ладятся отношения с новым главой детской хирургии, которого прислала Кристина «в подарок». Джо стала волонтёром, она будет опекать ребёнка, брошенного в пожарной части. Кэтрин видит Джексона с Вик и узнаёт о том, что они с Мегги расстались. Сама Мегги боится делать операцию и приглашает Тедди ассистировать. После неудачной процедуры Пирс увольняется. Миранда теряет ребёнка. Капитан Эррера пытается поддержать Уоррена. |            |                                                                 |                     |                               |                  |                     |
| 352 | 10         | «Help Me Through the Night» «Помоги мне пережить эту ночь»      | Эллисон Лидди-Браун | Линн Е. Литт                  | 23 января 2020   | 6.66                |
| В больницу начинают привозить пострадавших после аварии в баре. Часть из них врачи. У Паркера случился приступ ПТСР. Во время операции под лекарствами Хельм говорит, что Грей любовь её жизни, а Шмитт падает в обморок. Амелия узнаёт, что срок беременности больше, чем она думала. Это значит, что отцом может быть не Линк. У Миранды случается истерика из-за потери ребёнка. Хант делает предложение Альтман. ДеЛюка сообщает Мегги, что её пациент пришёл в себя, но в это время приходит сообщение о том, что на Мегги подали в суд из-за смерти Сабрины Уэббер. |            |                                                                 |                     |                               |                  |                     |
| 353 | 11         | «A Hard Pill to Swallow» «Горькое лекарство»                    | Майкл Медико        | Адриан Уэннер                 | 30 января 2020   | 5.56                |
| Тедди потеряла фамильное кольцо Оуэна, она ищет его по всей больнице, но оказалось, что его проглотил Лео. Грей и Хейз наконец находят общий язык и вместе оперируют спортсмена с повреждением лёгких после курения вейпов. Ричард пытается уговорить Мегги вернуться в больницу. У Бейли и ДеЛюки пациентка с осложнениями после удаления аппендицита, они никак не могут понять в чём дело. Линк хочет, чтобы Амелия сделала анализ на отцовство. |            |                                                                 |                     |                               |                  |                     |
| 354 | 12         | «The Last Supper» «Тайная вечеря»                               | Николь Рубио        | Джейсон Гэнзел                | 6 февраля 2020   | 5.47                |
| Ричард и Кэтрин решили развестись и приглашают Джексона и Мегги на ужин, чтобы сообщить об этом. Но те думают, что у родителей вечеринка по случаю годовщины. В конце ужина Уэббер и Фокс ссорятся, и Ричард приглашает Мегги работать в «ПакНорт», а Кэтрин назло мужу покупает эту больницу. Дедушка Шмитта – Сол умирает в хосписе как раз в тот момент, когда он знакомит его с Нико и говорит, что тот его парень. Но потом друг Сола рассказывает Шмитту, что тот сам был геем, но скрывал это. |            |                                                                 |                     |                               |                  |                     |
| 355 | 13         | «Save the Last Dance for Me» «Сохрани последний танец для меня» | Джесси Уильямс      | Теймсон Даффи                 | 13 февраля 2020  | 5.58                |
| Амелия переживает из-за теста на отцовство, а Джо из-за того, что Алекс не отвечает на её сообщения. В это же время Шмитт говорит с Нико о том, чтобы перейти на следующий этап в отношениях. Фонд Кэтрин поглощает «ПакНорт»: Уэбберу нужно пройти собеседование у Тома Корасика, а Мегги теперь подчиняется Тедди. Джексон и другие врачи, говорят, что уволятся, если Корасик не прекратит их третировать. ДеЛюка по-прежнему разбирается с осложнением своей пациентки Сьюзан после операции. Он приглашает доктора Райли из Сан-Франциско, якобы по просьбе Мередит Грей. |            |                                                                 |                     |                               |                  |                     |
| 356 | 14         | «A Diagnosis» «Диагноз»                                         | Грег Эванс          | Джули Вонг                    | 20 февраля 2020  | 5.99                |
| Амелия всё ещё переживает из-за того, что не знает, кто отец, и решает растить ребёнка сама, о чём говорит Линку. К Нико приехали родители, и Шмитт узнаёт, что он не рассказал им о своей ориентации. Карина думает, что у Эндрю начали проявляться симптомы мании, как у их отца. Бейли отправляет ДеЛюку домой отдохнуть и передаёт его пациентку Мередит. У Джо пациентка, которая хочет бросить мужа ради давнего знакомого, Джо очень нервничает из-за этой ситуации и подозревает, что Алекс также встретил кого-то, улаживая семейные дела. А Ричард не хочет больше заниматься обучением. |            |                                                                 |                     |                               |                  |                     |
| 357 | 15         | «Snowblind» «Ослеплённый снегом»                                | Линда Клейн         | Мэг Мэринис                   | 27 февраля 2020  | 6.00                |
| Шмитт потерял пациентку, пока он ищет её по всей больнице, она переоделась врачом, и Ричард допустил её к операции. Позже выясняется, что у Уэббера дрожь в руке, он боится, что не сможет больше оперировать. Тедди, Оуэн и Мегги пытаются спасти беременную пациентку и ребёнка. В это время Бейли успокаивает её партнёршу. А Джоуи, пациент Миранды из приёмной семьи, восхищён работой врачей, и Миранда предлагает ему жить у неё. У Грей и Хейза пациент, которому требуется пересадка печени, но из-за снегопада орган не могут привезти. ДеЛюка отправился за ней пешком в больницу и получил обморожение рук. Мередит и Карина видят в таком поступке симптом мании. Тедди делится с Корасиком своими подозрениями об отце ребёнка Амелии, они проводят вместе ночь. |            |                                                                 |                     |                               |                  |                     |
| 358 | 16         | «Leave A Light On» «Оставлю свет включённым»                    | Дебби Аллен         | Элизабет Финч                 | 5 марта 2020     | 6.30                |
| Все врачи, включая Джо, получили письма от Алекса. Он рассказал каждому, почему он уехал и почему больше не вернётся. Во время слушай по делу Мередит, он звонил бывшим коллегам с просьбой о поддержке, в том числе и Изи. Оказалось, что Изи выносила детей из замороженных яйцеклеток и у Карева сын и дочь. |            |                                                                 |                     |                               |                  |                     |
| 359 | 17         | «Life on Mars?» «Есть ли жизнь на Марсе?»                       | Майкл Уоткинс       | Джейс Майлс-Перес             | 12 марта 2020    | 6.27                |
| Мередит потеряла пациентку, которая экономила инсулин, чтобы оплачивать уход за родителями, в то время как Корасик закрыл отделение, чтобы принять пациента-миллионера. Джо и Кирк лечат музыканта, упавшего на рельсы во время поцелуя с невестой. ДеЛюка отстранён от операций и посещает психотерапевта. Ричард говорит Бейли, что хочет уйти. Амелия рассказывает Кирку результат анализа на отцовство. |            |                                                                 |                     |                               |                  |                     |
| 360 | 18         | «Give a Little Bit» «Дай мне немного»                           | Кевин МакКидд       | Зоан Клэк                     | 19 марта 2020    | 7.04                |
| Мередит устроила благотворительный день, в который должны были проводить бесплатные операции. Но пациентов стало гораздо больше, чем она планировала. Линку предлагают вернуться к работе со спортивной командой, но тот отказывается и рекомендует Нико на это место. Шмитт и Нико ссорятся и расстаются. Так как Шмитту становится негде жить, Джо приглашает его к себе. ДеЛюка лечит девочку и подозревает, что её тётя не родственница, а на самом деле занимается торговлей людьми. Его коллеги не верят ему и думают, что это новый признак болезни. Амелия всем рассказывает, что отец ребёнка — Линк. |            |                                                                 |                     |                               |                  |                     |
| 361 | 19         | «Love of My Life» «Любовь всей моей жизни»                      | Эллисон Лидди-Браун | Кайли Донован и Энди Ризер    | 26 марта 2020    | 6.52                |
| Часть врачей едет на конференцию. В отеле, где проходит мероприятие они сталкиваются со своим прошлым. Мегги встречает своего ординатора, с которым работала до приезда в Грей Слоан, и заводит с ним роман. Хейз вспоминает, как познакомился с женой, как они узнали о болезни и её последние дни. Также устраивает скандал представителю компании с методом лечения, которое не помогло его жене. Тедди в баре отеля встретила старую подругу, с чьей возлюбленной у неё был роман. Ричард готовит презентацию в своём номере, неожиданно к нему приходит Кэтрин и помогает. Во время выступления Уэббер говорит чепуху и его увозят в больницу. Кэтрин всё время находилась в Сиэтле и не приезжала на конференцию. |            |                                                                 |                     |                               |                  |                     |
| 362 | 20         | «Sing It Again» «Спой ещё раз»                                  | Майкл Уоткинс       | Джесс Райтхенд                | 2 апреля 2020    | 7.18                |
| Мередит, Бейли и Мэгги пытаются понять, что происходит с Ричардом. Его состояние ухудшается. Оуэн вместе с Линком занимается лечением пожилой женщины, у которой после операции появляется необычное осложнение — она не может перестать петь. В больницу приходит бывшая жена Корасика, её сын от другого брака болен. Том может провести операцию, но просит Амелию взяться за лечение мальчика. |            |                                                                 |                     |                               |                  |                     |
| 363 | 21         | «Put on a Happy Face» «Сделай счастливое лицо»                  | Дебора Пратт        | Марк Дрисколл и Теймсон Даффи | 9 апреля 2020    | 7.33                |
| Кэтрин хочет забрать Ричарда домой. Большинство уверены, что у него Альцгеймер, и нет смысла оставлять его в больнице. Мередит не согласна с диагнозом. Эндрю пытается ей помочь. Бейли считает, что ему не стоит участвовать из-за его собственного заболевания, но ДеЛюка находит причину состояния доктора Уэббера. У Джексона, Джо и Кормака интересная пациентка с синдромом Мебиуса, а у Шмитта — парень с торчащей из груди битой. Тедди и Оуэн планируют пожениться, Корасик предлагает Олтман сбежать. Тедди случайно отправляет Ханту сообщение, на котором слышно, что она в постели с Томом. Свадьбу отменили. У Амелии начинаются роды, она рожает здорового мальчика. |            |                                                                 |                     |                               |                  |                     |